# Kotava
Kotava este o limbă auxiliară internațională (LAI) propusă, care se concentrează în special pe principiul neutralității culturale. Numele înseamnă „limba unuia și a tuturor”, iar comunitatea Kotava a adoptat sloganul „un proiect umanist și universal, utopic și realist”. Limba este cunoscută mai ales în țările vorbitoare de limbă franceză, iar cele mai multe materiale pentru învățarea acesteia sunt în franceză. 

## Istorie
Kotava a fost inventată de Staren Fetcey, care a început proiectul în 1975, pe baza studiului său asupra proiectelor anterioare LAI. Limba a fost pusă la dispoziția publicului pentru prima dată în 1978 și două revizii majore au fost făcute în 1988 și 1993. De atunci, limba s-a stabilizat, cu un lexic de peste 17.000 de rădăcini de bază. În 2005, a fost înființat un comitet format din șapte membri, cu responsabilitatea de a ghida evoluția viitoare a limbii. 
Scopul general a fost crearea unei potențiale LAI care nu se bazează pe un anumit substrat cultural. Pentru a face acest lucru, au fost stabilite o serie de caracteristici: 
- Un sistem fonetic simplu și limitat, care poate fi pronunțat ușor de majoritatea oamenilor.
- O gramatică simplă și total regulată care reflectă gramaticile majorității limbilor din lume.
- O morfologie clară, fiecare morfem având o funcție bine definită și exclusivă.
- Lexicon a priori care nu favorizează nicio limbă. (Acest lucru pare a fi de o importanță supremă pentru creatorul său.) [ <span title="This claim needs references to reliable sources. (August 2018)">nevoie de citare</span> ][ <span title="This claim needs references to reliable sources. (August 2018)">nevoie de citare</span> ]
- O colecție de rădăcini de bază, care sunt clar definite și lipsite de omonime.
- Mecanisme de derivare și compoziție productivă care să permită o expresivitate maximă, de la cele mai generale la cele mai subtile și precise.

## Proprietăți lingvistice

### Clasificare
Ca o limbă construită a priori, Kotava nu are legătură cu nici o altă limbă, naturală sau construită. Ordinea cuvintelor este foarte liberă, dar practica curentă se apleacă spre obiect-subiect-verb (OSV). 

### Sistem de scriere
Kotava este scrisă cu alfabetul latin, dar nu folosește literele H sau Q. Litera H, care era folosită doar pentru palatalizarea unui L, M sau N, înainte de aceasta, a fost eliminată și înlocuită cu litera Y în toate aceste cazuri. Limba nu folosește diacritice, cu excepția unui accent ascuțit, folosit doar pentru a marca prima persoană a verbelor, care poartă accentul pe vocala finală. 

### Fonologie
În Kotava, cuvintele sunt pronunțate exact așa cum sunt scrise, fără excepții. 
Majoritatea consoanelor se pronunță ca în română, dar C se pronunță ca ș, X ca un h puternic (ca ch în cuvântul loch din scoțiană), iar R este pronunțat la fel ca în română (ca o consoană vibrantă). 
Consonantele (sub forma IPA) sunt: 
|           | Bilabiale | Bilabiale | Labiodentale | Labiodentale | Alveolare | Alveolare | Postalveolare | Postalveolare | Palatale | Palatale | Velare | Velare |
| --------- | --------- | --------- | ------------ | ------------ | --------- | --------- | ------------- | ------------- | -------- | -------- | ------ | ------ |
| Nazale    | [m]       | [m]       |              |              | [n]       | [n]       |               |               |          |          |        |        |
| Oclusive  | [p]       | [b]       |              |              | [t]       | [d]       |               |               |          |          | [k]    | [ɡ]    |
| Fricative |           |           | [f]          | [v]          | [s]       | [z]       | [ʃ]           | [ʒ]           |          |          | [x]    |        |
| Vibrante  |           |           |              |              | [r]       | [r]       |               |               |          |          |        |        |
| Sonante   |           |           |              |              | [l]       | [l]       |               |               | [j]      | [j]      |        |        |

Vocalele sunt pronunțate ca în română, spaniolă, swahili sau tahiti, fără diferențe de lungime și fără nazalizare. 
|          | Anterioare | Posterioare |
| -------- | ---------- | ----------- |
| Închise  | [i]        | [u]         |
| Mijlocii | [e]        | [o]         |
| Deschise | [a]        | [a]         |

Există cinci diftongi : ay, ey, iy (foarte rar), oy, uy (foarte rar). 
Regula de accentuare în Kotava este regulată pentru toate cuvintele polisilabice: pe ultima silabă dacă cuvântul se termină în consoană; pe penultima silabă dacă cuvântul are o vocală finală, cu excepția persoanei întâi a verbelor, care este accentuată pe ultima silabă și marcată cu un accent ascuțit. 

### Morfologie
Kotava are reguli morfologice stricte, prezentate într-un tabel care prevede ordinea și interacțiunea. Toate părțile de vorbire sunt marcate, deci nu există ambiguitate. Substantivele și pronumele sunt invariabile și nu există un sistem de declinări. Nu există afixe de gen sau pluralitate, ambele putând fi indicate cu particule sau alte cuvinte, dacă este necesar. O caracteristică neobișnuită a Kotava este un principiu „eufonic” care potrivește terminațiile adjectivelor și ale altor modificatori cu substantivele pe care le determină. 

### Gramatică
Sistemul verbal este cea mai importantă parte a Kotava. Verbele sunt conjugate în trei timpuri (prezent, trecut și viitor) și patru moduri (realis, imperativ, condițional și relativ). În plus, există mecanisme pentru diateze, aspecte, modalități și alte nuanțe, care permit o mare subtilitate în exprimare. Există șapte persoane pentru verbe, din care fac parte un plural inclusiv (noi împreună cu tine) și unul exclusiv (noi fără tine) pentru prima persoană. 
În Kotava, ordinea cuvintelor tinde să fie obiect-subiect-verb și toate obiectele și alte complemente trebuie introduse prin prepoziții. Există, de asemenea, inovații care implică conjuncții și prepoziții (adică sistemul său de prepoziții locative). 

## Literatură
Literatura are un loc important în comunitatea vorbitoare de Kotava. Există sute de traduceri de romane (Tolstoi, Zola, Maupassant, Mirbeau, Camus, Molière, Șolohov, Saint-Exupéry, Hugo etc.), povești (La Fontaine, Perrault, Grimm, Andersen, legende ale lumii) și alte texte literare (Machiavelli etc.). 
În Les Tétraèdres (Tetraedrele, mare roman în limba franceză de Yurani Andergan, Verintuva, ISBN 978-2-9536310-0-5, pag. 1274), o largă frescă istorică și fantastică, Kotava este limba vorbită de către neandertalieni, pe care au transmis-o în secret moștenitorilor lor multe generații și este recitată de unele eroine ca oracole lungi (traduceri suplimentare la final).

## Exemplu de text
Povestea lui Hans Christian Andersen : Prințesa și mazărea. 
Lekeon tiyir sersikye djukurese va sersikya, va sersanhikya. Ta da vaon trasir, va tawava anamelapiyir vexe kotviele koncoba me dojeniayar ; sersikya, jontika tiyid, vexe kas tiyid sersanhikya ? Batcoba tiyir voldrikafa karolara, kotviele koncoba ok arcoba nuvelayad mekotunafa. Gabenapaf in dimdenlapiyir, va sersanhikya loeke co-djudiyir.
Era odată un prinț și prințul acela voia să se însoare cu o prințesă, dar cu o prințesă adevărată. Și a cutreierat toată lumea ca să găsească una pe placul lui și tot n-a găsit. Prințese erau destule, dar el nu putea să știe dacă erau cu adevărat prințese, fiindcă tuturora le lipsea câte ceva. Și prințul s-a întors iar acasă și era foarte necăjit, pentru că tare ar fi vrut să găsească o prințesă adevărată.
Sielon konviele, kultasazon, koafimayar ise ediayar ise muvapayar maneke kovudason, kontan ben tuvel ke widava ve tazeyer aze guazaf gazik miv ve laniyir aze ve fenkuyur.
Într-o seară, tocmai se stârnise o furtună cumplită, tuna și fulgera și ploua cu găleata; era o vreme îngrozitoare. Deodată s-a auzit cum bate cineva la poarta orașului și regele, tatăl prințului, s-a dus să deschidă.
Sersikya batlize diveon tiyir. Vexe Lorik ! Nuvelayar mancoba leve bata muva, koe bat saz ! Lava tidu usukeem is vageeem traspuyur ise koo vukuduul koayar aze koo buu divayar… voxe in espuyur da tiyir sersanhikya !
La poartă era o prințesă. Vai, dar în ce hal era din pricina ploii și a vremii rele! Apa îi curgea șiroaie pe păr și pe haine și îi intra în pantofi pe la vârfuri și țâșnea înapoi pe la călcâie. Dar zicea că-i prințesă adevărată.
— Va batcoba en witit ! guazafa gazikya trakuyur voxe va mecoba ve kaliyir. Ko maga ve laniyir aze va dualteem ve deswayar aze ludevon ic ilava va urt ve rundayar ; va tol-sanoya cipia azon ve plekuyur aze mo urt ve krepkayar aze, vamoon, va tol-sanoya eider bruxafa krinca ware ve plekuyur. Vamoe batcoba sersikya batsielon co-gosenheter.
– Bine, las’ că vedem noi îndată! s-a gândit regina, dar n-a spus nimic; s-a dus în odaia de culcare, a luat toate saltelele din pat și a pus pe scândurile patului o boabă de mazăre. Pe urmă a pus peste mazăre douăzeci de saltele de lână și pe saltele douăzeci de perne mari de puf.
Gazdon, sin ve eruyud inde in al kenibeyer.
Aici s-a culcat prințesa. Dimineața au întrebat-o cum a dormit.
— Rotapon, in ve dulzeyer, mielon itafenkumuyur. Lorik va coba koe bata ilava gruper. Vamoe koncoba olgafa maneke moe varafo alto va jontika faltagla isu ebeltagla dí senheyé ! Eaftafa !
– Groaznic de prost! a răspuns prințesa. Toată noaptea n-am închis ochii. Dumnezeu știe ce a fost în pat! Am șezut pe ceva tare și acuma-s toată numai vânătăi! Groaznic!
Bam sin ve kagrupeyed da in tiyir sersanikya larde, reme tol-sanoya cipia isu eider bruxafa krinca va urt al peztaleyer. Mana gustafa alma anton rotiyir tela ke garifa sersikya.
Și atunci au văzut cu toții că era o prințesă adevărată, dacă a simțit ea o boabă de mazăre prin douăzeci de saltele și douăzeci de perne de puf. Așa de gingașă la piele nu putea să fie decât numai o prințesă!
Acum sersikye va in ve kureyer, dure tison lanafe da in tiyir sersanhikya nume urt koe yanbajwaxe di zo wonayar lize zo rowir ede metan al ilburer.
Și prințul a luat-o de nevastă, fiindcă acum știa hotărât că asta-i prințesă adevărată; iar boaba de mazăre au pus-o în odaia unde erau bijuteriile coroanei și se mai poate vedea acolo și astăzi dacă n-o fi luat-o careva.
Batcoba tir ageltafa rupanha.
Și asta să știți că-i o poveste adevărată.